# Лотар фон Изенбург-Бюдинген
Лотар фон Изенбург-Бюдинген (на немски: Lothar (Luther) von Isenburg-Budingen; † между 3 декември 1340 и 4 февруари 1341) от фамилията Изенберг, е господар на Изенбург-Бюдинген-Гренцау и Филмар.

## Произход
Той е най-малкият син на Лудвиг фон Изенбург-Клееберг бургграф фон Гелнхаузен († 1304) и съпругата му графиня Хайлвиг фон Тюбинген-Гисен († 1294), дъщеря на граф Вилхелм I фон Тюбинген-Гисен († сл. 1256) и съпругата му Вилибирг фон Вюртемберг († 1252).

## Фамилия
Лотар се жени пр. 24 февруари 1318 г. за Изенгард фон Фалкенщайн-Мюнценберг († сл. 1326), дъщеря на Филип III фон Фалкенщайн-Мюнценберг († 1322) и първата му съпруга Мехтилд фон Епенщайн († 1303). Те имат децата:
- Хайнрих II фон Изенбург-Бюдинген († между 3 ноември 1378 и 26 ноември 1379), бургграф на Гелнхаузен, женен на 29 юли 1332 г. за Аделхайд фон Ханау († сл. 24 ноември 1372), дъщеря на Улрих II фон Ханау († 1346) и Агнес фон Хоенлое († 1342/1344)
- Филип I фон Изенбург-Гренцау († 22 март 1370), господар на Изенбург в Гренцау и Филмар, женен пр. 11 ноември 1338 г. за графиня Маргарета фон Катценелнбоген († 1370)
- Хайлвиг (* ок. 1320; † 1367), омъжена пр. 23 юли 1344 г. за граф Йохан фон Ринек († 1365)
- Вилибург († сл. 1352), омъжена пр. 1346 г. за Хартмуд VI фон Кронберг († 1372), син на Хартмут V фон Кронберг († 1334), бургграф на Щаркенбург, и Маргарета фон Щаркенбург († 1332),
- Лукарда († сл. 1335), монахиня в Цела (Шифенберг) между 1326 и 1331. мистрес на Цела (Шифенберг) през 1335 г.